# Sant Just de Chaumelis
Sant Just de Chaumelis (en francès, Bellevue-la-Montagne; abans la revolució, Saint-Just-près-Chomelix) és un municipi francès situat al departament de l'Alt Loira i a la regió d'Alvèrnia-Roine-Alps. És un poble rural i agrícola amb uns serveis de proximitat o turístics. Perd habitants empadronats: de 775 el 1962 a només 419 el 2017. Té una escola preescolar i elemental.

## Història
El primer esment escrit «castellum S. Justo» data del 1222. Sota la revolució francesa (1789-1799), els noms dels sants en la toponímia van ser suprimits i el poble es va rebatejar en Bellevue-la-Montagne. El 1801 va tornar a dir-se Sant Just fins que el 1896 el batlle Prosper Monplot va recuperar el nom revolucionari. Des de l'edat mitjana era una senyoria, i més tard baronia, a l'entorn d'un castell que controlava la via de Craponne cap al Puèi Domat. El 1860 el municipi va comprar el castell per fer-ne una escola de nois.

## Demografia
El 2007 hi havia 385 habitatges, 217 eren l'habitatge principal, 134 eren segones residències i 34 estaven desocupats. 365 eren cases i 20 eren apartaments. Dels 217 habitatges principals, 186 estaven ocupats pels seus propietaris, 28 estaven llogats i ocupats pels llogaters i 3 estaven cedits a títol gratuït. A 108 habitatges hi havia un cotxe i a 83 n'hi havia dos o més.

## Economia[Cal actualitzar]
El 2007 la població en edat de treballar era de 285 persones, de les quals 75 eren inactives i 24 atirades. De les 75 persones inactives 37 estaven jubilades, 20 estaven estudiant i 18 estaven classificades com a «altres inactius». El 2009 a Bellevue-la-Montagne hi havia 204 unitats fiscals que integraven 451,5 persones, la mediana anual d'ingressos fiscals per persona era de 13.398 €.
Dels 21 establiments que hi havia el 2007, 1 era d'una empresa extractiva, 1 d'una empresa alimentària, 4 d'empreses de construcció, 4 d'empreses de comerç i reparació d'automòbils, 2 d'empreses de transport, 4 d'empreses d'hostatgeria i restauració, 1 d'una empresa financera, 1 d'una empresa de serveis i 3 d'empreses classificades com a «altres activitats de serveis».
Hi havia sis establiments de servei als particulars 2009,: oficina bancària, taller de reparació d'automòbils i de material agrícola, dos paletes, un electricista i un restaurant. El 2009, tenia una petita botiga, una fleca i una carnisseria.
L'any 2000 a Bellevue-la-Montagne hi havia 30 explotacions agrícoles que ocupaven un total de 1.276 hectàrees.